# Kanton Cormeilles-en-Parisis
Der Kanton Cormeilles-en-Parisis war von 1964 bis 2015 ein französischer Wahlkreis im Arrondissement Argenteuil im Département Val-d’Oise und in der Region Île-de-France, etwa 20 Kilometer nordwestlich von Paris gelegen. Sein Hauptort war Cormeilles-en-Parisis.

## Gemeinden
| Gemeinde                | Einwohner Jahr | Fläche km² | Bevölkerungsdichte | Postleitzahl | Code INSEE |
| ----------------------- | -------------- | ---------- | ------------------ | ------------ | ---------- |
| Cormeilles-en-Parisis   | 23419 (2013)   | –          | – Einw./km²        | 95240        | 95176      |
| Montigny-lès-Cormeilles | 20307 (2013)   | –          | – Einw./km²        | 95370        | 95424      |

## Bevölkerungsentwicklung
| 1962   | 1968   | 1975   | 1982   | 1990   | 1999   | 2009   | 2011   |
| ------ | ------ | ------ | ------ | ------ | ------ | ------ | ------ |
| 17.041 | 20.851 | 22.351 | 28.128 | 34.429 | 36.826 | 41.241 | 42.939 |